# Eraguene
Erraguene ou Erraguène (en arabe : إراڨن ; Merdj-Ez-Erraguene à l'époque de l'Algérie française) est une commune de la wilaya de Jijel en Algérie.

## Géographie

### Situation
Le territoire de la commune d'Eraguene se situe au sud-ouest de la wilaya de Jijel.
| Ziama Mansouriah                          | Selma Benziada                                    | Selma Benziada            |
| Tamridjet(Béjaïa), Babor(Wilaya de Sétif) | Eraguene                                          | Boudriaa Ben Yadjis       |
| Babor(Wilaya de Sétif)                    | Babor, Serdj El Ghoul, Beni Aziz(Wilaya de Sétif) | Aïn Sebt(Wilaya de Sétif) |

### Localités de la commune
La commune d'Erraguene est composée de vingt-sept localités :
- Adjemaâne
- Aïn Diba
- Aïn Lebna
- Akmèche
- Assoumar
- Bida
- Bouamara
- Boughdir
- Guerroua
- El Allaoucha
- El Aouana
- El Kouf
- El M'Roudj
- El Mouaïd
- Ehnechma
- Erraguene Souici
- Er Rhamena
- Hadjer Ennahl
- Lahbal
- Mekhissla
- Merdj El Ghoul
- Ouled Bourenane
- Serghina
- Tighladène
- Zenata
- Zaouia
- Zraa El Mial